# Aveu passionné

Aveu passionné (en russe : Страстное признание) est une pièce pour piano composée par Piotr Ilitch Tchaïkovski, arrangée pour le piano à partir de la ballade symphonique intitulée Le Voïévode, op. 78.
Aveu passionné constitue toute la partie centrale du Voïévode.
Le tempo du morceau est Moderato mosso, molto rubato et son exécution dure trois minutes environ.